# Sha Moke
Shamoke (data desconhecida - 222) foi um chefe tribal que viveu no condado de Wuling (武陵郡; próximo à atual Changde, Hunan) no final da dinastia Han Oriental e no período dos Três Reinos da China.
Ele se aliou ao estado de Shu durante a Batalha de Xiaoting entre os anos de 221-222 contra o estado de Wu e foi morto em batalha em 222.